# محمد عبدالزهره
محمد عبدالزهره (عربی: ابو حالوب)))محمد عبدالزهرة؛ زادهٔ ۱ ژانویهٔ ۱۹۸۹) یک بازیکن فوتبال اهل عراق است.
از باشگاه‌هایی که در آن بازی کرده‌است می‌توان به نیروی هوایی عراق، النفط، تیم ملی فوتبال عراق، و سیزم اشاره کرد.
وی همچنین در تیم‌های ملی فوتبال Iraq U-23 تیم ملی فوتبال عراق Iraq Military بازی کرده است.